# Rinkens riddare
Rinkens riddare i svensk elitishockey är ett uppsatt pris till årets gentleman. Utses varje säsong av Jofa tillsammans med Ishockeyjournalisternas Kamratförening. 
Priset kan ses som en motsvarighet till NHL:s pris Lady Byng Memorial Trophy.
Priset delades ut från säsongen 1962/1963 men lades ner efter säsongen 1977/1978. Priset började åter delas ut från säsongen 1997/1998.

## Pristagare

### 1963-1978
| Säsong    | Spelare                | Klubb              |
| --------- | ---------------------- | ------------------ |
| 1962/1963 | Hans Öberg             | Gävle GIK          |
| 1963/1964 | Sven Tumba             | Djurgårdens IF     |
| 1964/1965 | Lars-Eric Lundvall     | Västra Frölunda IF |
| 1965/1966 | Roland Stoltz          | Djurgårdens IF     |
| 1966/1967 | Nils Nilsson           | Leksands IF        |
| 1967/1968 | Leif Holmqvist         | AIK                |
| 1968/1969 | Lars Bylund            | Brynäs IF          |
| 1969/1970 | Håkan Wickberg         | Brynäs IF          |
| 1970/1971 | Nils "Nicke" Johansson | Färjestads BK      |
| 1971/1972 | Jan-Erik Lyck          | Brynäs IF          |
| 1972/1973 | Lars-Erik Sjöberg      | Västra Frölunda IF |
| 1973/1974 | Ulf Mårtensson         | Leksands IF        |
| 1974/1975 | Olle Åhman             | Timrå IK           |
| 1975/1976 | Kent-Erik Andersson    | Färjestads BK      |
| 1976/1977 | Per-Olov Brasar        | Leksands IF        |
| 1977/1978 | Stig Larsson           | Djurgårdens IF     |

### 1998-
| Säsong    | Spelare                           | Klubb           |
| --------- | --------------------------------- | --------------- |
| 1997/1998 | Patric Kjellberg                  | Djurgårdens IF  |
| 1998/1999 | Frantisek Kaberle                 | Modo Hockey     |
| 1999/2000 | Mats Lindberg                     | AIK Ishockey    |
| 2000/2001 | Mikael Johansson                  | Djurgårdens IF  |
| 2001/2002 | Mattias Weinhandl                 | Modo Hockey     |
| 2002/2003 | Johan Davidsson                   | HV71            |
| 2003/2004 | Johan Davidsson                   | HV71            |
| 2004/2005 | Johan Davidsson                   | HV71            |
| 2005/2006 | Fredrik Bremberg                  | Djurgårdens IF  |
| 2006/2007 | Anders Söderberg                  | Skellefteå AIK  |
| 2007/2008 | Kenny Jönsson                     | Rögle BK        |
| 2008/2009 | Jörgen Jönsson                    | Färjestads BK   |
| 2009/2010 | Domaren Wolmer Edqvist            | Grums           |
| 2010/2011 | Andreas Dackell                   | Brynäs IF       |
| 2011/2012 | Jakob Silfverberg                 | Brynäs IF       |
| 2012/2013 | Jesper Fasth                      | HV71            |
| 2013/2014 | Oscar Möller                      | Skellefteå AIK  |
| 2014/2015 | Ordförande Johan Köhler           | Kiruna IF       |
| 2015/2016 | Daniel Viksten                    | Örebro HK       |
| 2016/2017 | Martin Thörnberg                  | HV71            |
| 2017/2018 | Jonathan Dahlén                   | Timrå IK        |
| 2018/2019 | Markus Ljungh                     | HV71            |
| 2019/2020 | Ingen vinnare utsedd pga Covid-19 |                 |
| 2020/2021 | Oscar Möller                      | Skellefteå AIK  |
| 2021/2022 | Erik Gustafsson                   | Luleå HF        |
| 2022/2023 | Joel Persson                      | Växjö Lakers HC |
| 2023/2024 | Pontus Näsén                      | Modo Hockey     |
| 2024/2025 | Jakob Silfverberg                 | Brynäs IF       |